# Melle Nieling
Melle Nieling (* 1995) ist ein niederländischer bildender Künstler. Er macht Filme und Installationen, die die Beziehung zwischen Realität und Virtualität erforschen.
Nieling machte 2017 gleichzeitig mit seinem Bruder seinen Abschluss am AKI Akademie für Art & Design. Im  Jahr 2019 erhielt er das Young Talent Award-Stipendium des Prins Bernhard Cultuurfonds, um sein Studium am Royal College of Art in London fortzusetzen.
Nieling wurde kritisiert, nachdem er seine Arbeit 2019 uneingeladen bei der Art Rotterdam gezeigt hatte. Er hatte einen Kastenwagen mit seiner Arbeit gefüllt, ihn vor dem Eingang geparkt und die Heckklappe heruntergelassen.

## Werke

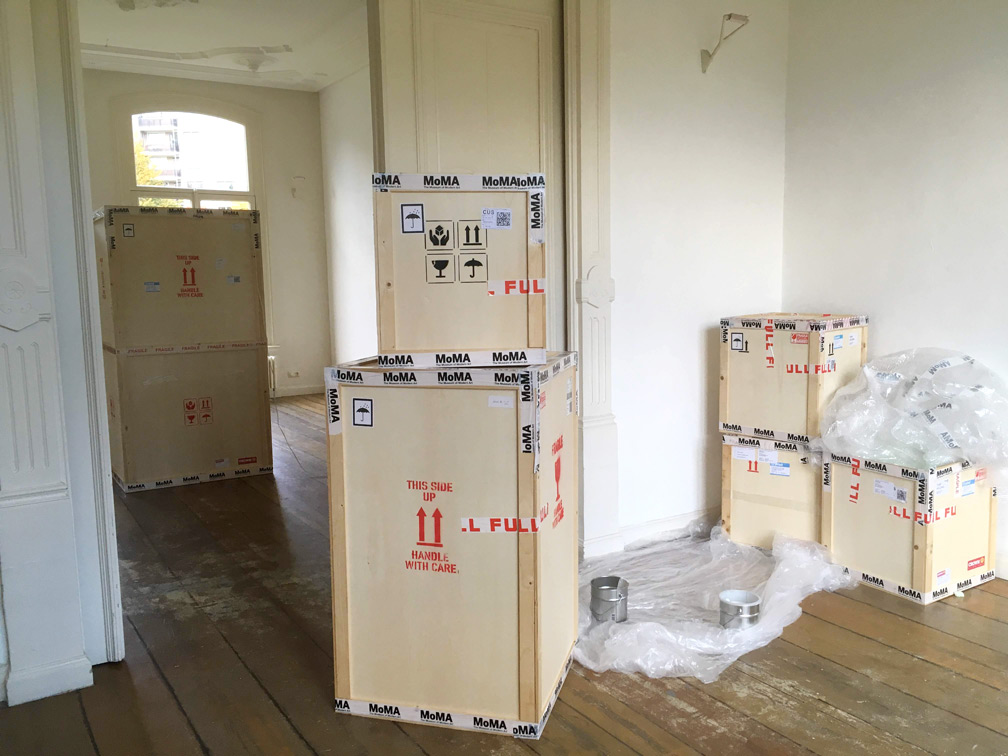
Arbeit von Melle Nieling in Villa de Bank (2018)

Für eines seinen frühen Werke, Proverbs 2:13, baute er eine lebensgroße Nachbildung von einer nicht existierenden Wohnung und drehte anschließend einen Dokumentarfilm darin, wobei er vorgab, die ursprüngliche Wohnung zu besuchen, bevor der Prozess der Nachbildung begann. Der Dokumentarfilm wurde neben der Installation gezeigt, was den Eindruck erweckte, dass die Wohnung eine echte Nachbildung war.
Im Jahr 2018 organisierte er eine Ausstellung in der Villa De Bank in Enschede in Zusammenarbeit mit dem New Yorker Museum of Modern Art. Dafür recherchierte er hinter den Kulissen einer Reihe von Kunstinstitutionen, darunter TENT Rotterdam, das Lisser Art Museum und White Cube in London. Nieling kopierte das Aussehen traditioneller Kunsttransportkisten und schuf eine Reihe von Kisten in verschiedenen Größen, die mit Klebeband der Marke Museum of Modern Art verziert waren.